# Mirotvorcevfjellet
Mirotvorcevfjellet är ett berg i Antarktis. Det ligger i Östantarktis. Norge gör anspråk på området. Toppen på Mirotvorcevfjellet är 2 815 meter över havet, eller 263 meter över den omgivande terrängen. Bredden vid basen är 1,5 km.
Terrängen runt Mirotvorcevfjellet är kuperad åt nordväst, men åt sydost är den platt. Trakten är obefolkad. Det finns inga samhällen i närheten.